# Szalai István (labdarúgó, 1953)
Szalai István (Herencsény, 1953. október 21. –) labdarúgó, csatár.

## Pályafutása
1976-ig a Balassagyarmat, majd a Diósgyőri VTK csapatának labdarúgója volt.
1977-ben tagja volt az első diósgyőri, magyar kupagyőztes csapatnak, amellyel jogot szerzett a kupagyőztesek Európa-kupájában való indulásra. Az első fordulóban a török Besiktas volt az ellenfél, aki Isztambulban 2–0-s előnyt szerzett. A visszavágón a DVTK 5–0-ra győzött. A második fordulóban a jugoszláv Hajduk Split ellen csak tizenegyesekkel maradtak alul és estek ki.
Az 1978–79-es bajnoki idényben 27 mérkőzésen szerepelt, egy gólt szerzett és bronzérmet nyert a csapattal. A bajnoki sikernek köszönhetően az UEFA kupában indult a csapat. Az első fordulóban a Rapid Wien, a második fordulóban a skót Dundee United csapatán is sikerrel túl jutott a diósgyőri csapat. Az ezt követő fordulóban a Kaiserslautern együttese megállította a DVTK-t.
1980-ban újra magyar kupát nyert a diósgyőri csapat. A döntőben a Vasast győzték le 3–1-re. Szalai csereként lépett a pályára.
1980 nyarán újra a Balassagyarmat játékosa lett.

## Sikerei, díjai
- Magyar bajnokság
  - 3.: 1978–79
- Magyar kupa
  - győztes: 1977, 1980